# Gidon Graetz

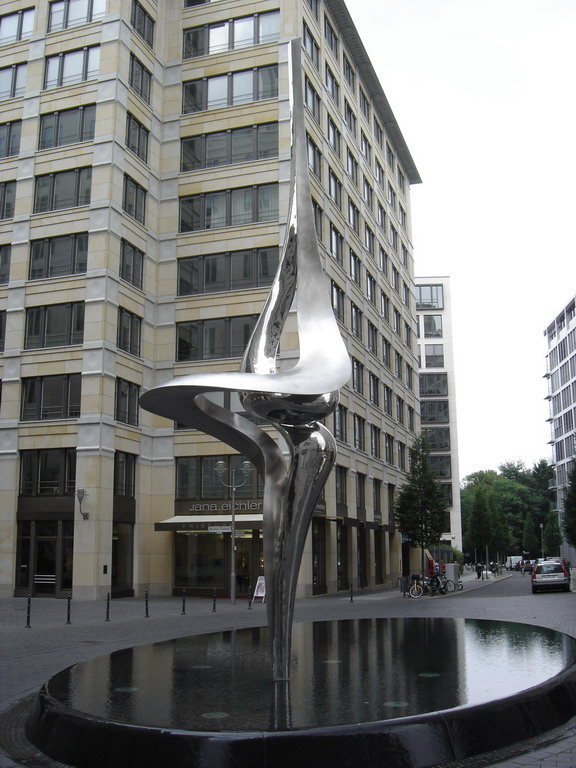
Phoenix (2003) in Berlijn

Gidon Graetz (Tel Aviv, 29 november 1929 – 3 juni 2025) was een Israëlische beeldhouwer.

## Leven en werk
Graetz werd geboren in Tel Aviv, maar groeide op in Haifa. Hij volgde in de vijftiger jaren een kunstopleiding aan de
Accademia della Belle Arti in Florence en de École nationale supérieure des beaux-arts in Parijs. Zijn stijl werd aanvankelijk beïnvloed door Constantin Brâncuşi en Henry Moore.
Graetz leeft en werkt in Fiesole in de regio Toscane bij Florence. Zijn werken bevinden zich in de openbare ruimte in de Verenigde Staten, Australië, Israel en Europa.
Graetz overleed op 3 juni 2025 op 95-jarige leeftijd.

## Enkele werken
- (1977) in Zürich
- (1979) in Detroit
- Composition in stainless steel no. 1, beeldenpark Donald M. Kendall Sculpture Gardens in Purchase (New York)
- Composition in stainless steel no. 1 (1985), Chicago Botanic Garden in Glencoe (Illinois)
- Mind, Body and Spirit (1986) en Composition in staimless steel no. 11 (1987), beeldenpark Morgan Adams Jr. Sculpture Garden in Los Angeles
- Mirage (1988), Brisbane Arcade in Brisbane
- The Gordian Knot (2000), Tel Aviv
- Phoenix (2003), Inge-Beisheim-Platz  in Berlijn

- Gemeinsame Normdatei: 119279169
- Information Center for Israeli Art: 272979
- International Standard Name Identifier: 0000 0000 7860 7145
- Library of Congress Control Number: no2016002776
- Nationale Bibliotheek van Israël: 987007312661105171
- RKD-Nederlands Instituut voor Kunstgeschiedenis: 284760
- SNAC: w63j45wh
- Union List of Artist Names: 500090994
- Virtual International Authority File: 64813793
- WorldCat: E39PBJkXyfbrmC7GFtwqkyBpT3